# Lenka Termerová
Lenka Termerová (* 12. července 1947 Hradec Králové) je česká herečka.

## Život
Již v době vysokoškolských studií hostovala v Realistickém divadle Zdeňka Nejedlého a v Činoherním klubu, po absolutoriu DAMU působila v Divadle Petra Bezruče v Ostravě (1969–1976), od roku 1981 přešla do Studia Ypsilon v Praze, s jehož souborem zůstala spjata dvaadvacet let. V době svého ostravského působení pohostinsky vystupovala na jevištích Národního divadla (1974–1976) a Divadla ABC.
Od počátku své profesní kariéry spolupracuje s filmem, rozhlasem a televizí, do povědomí širší veřejnosti se dostala především díky svým televizním seriálovým postavám, zejména maminky Rubešové v Rodinných poutech (2004–2006), návazných Velmi křehkých vztazích (2007–2008) a Josefky Sukové v Doktorech z Počátků (2013–2016). Pedagogicky působila na DAMU v letech 1990–1992 a 1995.
Manžel Moris Issa je televizní režisér, jejich dcera Martha Issová je také herečkou.
Získala Českého lva za vedlejší roli matky ve filmu Michaely Pavlátové Děti noci (2008).

## Seriálové role
- Haldy (1974); Anka Tichuňová
- Žena za pultem (1977); koktavá Jiřinka
- Okres na severu (1981); Jiřina Kimbalová, sekretářka ideologického oddělení

- Doktoři z Počátků (2013–2016); Josefka Suková
- Modrý kód (2016–2017)
- Profesor T. (2018)
- Ordinace v růžové zahradě 2 (od 2019); Libuška Hečková, matka Bohdana Švarce[5]